# Entertainment Weekly
Entertainment Weekly (eventualmente abreviado por EW) é uma revista publicada semanalmente pela Time Inc., fundada em 1990 nos Estados Unidos da América. Seus assuntos são, no geral, sobre filmes, televisão, música, produções da Broadway, livros e cultura popular. Ao contrário de outras publicações sobre celebridades, a EW concentra-se, primariamente, na mídia de entretenimento e na crítica das mesmas, ganhando a audiência do público jovem e feminino.